# Hamburgupproret
Hamburgupproret, Hamburger Aufstand ägde rum 1923 och startades av en militant del inom Tysklands kommunistiska parti (KPD) i Hamburg. Upproret startade 23 oktober 1923 men slogs omgående ner och upproret var slut natten mot 24 oktober 1923.
Upproret hade sin bakgrund i radikaliseringen efter första världskriget och den nöd som Hamburgs arbetare levde i som skapade ett stort missnöje. Upproret startades av KP Wasserkante, en militant del inom KPD i Hamburg, under ledning av Ernst Thälmann och Hugo Urbahns. 300 KPD-medlemmar av partiets 14 000 medlemmar i området deltog i upproret. 
Tidigt under morgonen 23 oktober stormades poliskvarter i Hamburg för att få tag i gevär. Upproret skedde i Hamburg, Altona och Stormarn. I Bad Oldesloe, Ahrensburg och Rahlstedt skapade man blockader på järnvägen och gatorna. I Bargteheide utropades Sovjetrepubliken Stormarn. Med undantag av Barmbek, Eimsbüttel och Schiffbek slogs upproret ner inom några få timmar av polisen i Hamburg och Altona. I Barmbek med ett stort stöd för KPD bland befolkningen (20 % av väljarna) kunde man bygga barrikader. Delar av befolkningen hjälpte till att bygga barrikader och livsmedel. Det utsiktslösa läget med omringande polis som besköt gjorde att man i hemlighet lämnade området natten mot den 24 oktober.
Under upproret dog 100 människor och 300 skadades. Bland de döda fanns 17 poliser, 24 upprorsmakare och 61 civilister. 1 400 personer greps. 191 ställdes inför rätta i Altona 1925 för inblandningen i oroligheterna i Schiffbek. Sju kommunistiska ledamöter av Hamburgs Bürgerschaft greps. Hugo Urbahns höll sig gömd och greps först året efter. Ernst Thälmann höll sig gömd men blev senare vald till ledare för KPD. Upproret blev föremål för mytbildning inom partiet. Samtidigt bidrog den till fiendskapen mellan Socialdemokraterna (SPD) och KPD.